# 中華民國海軍陸戰隊陸戰九九旅

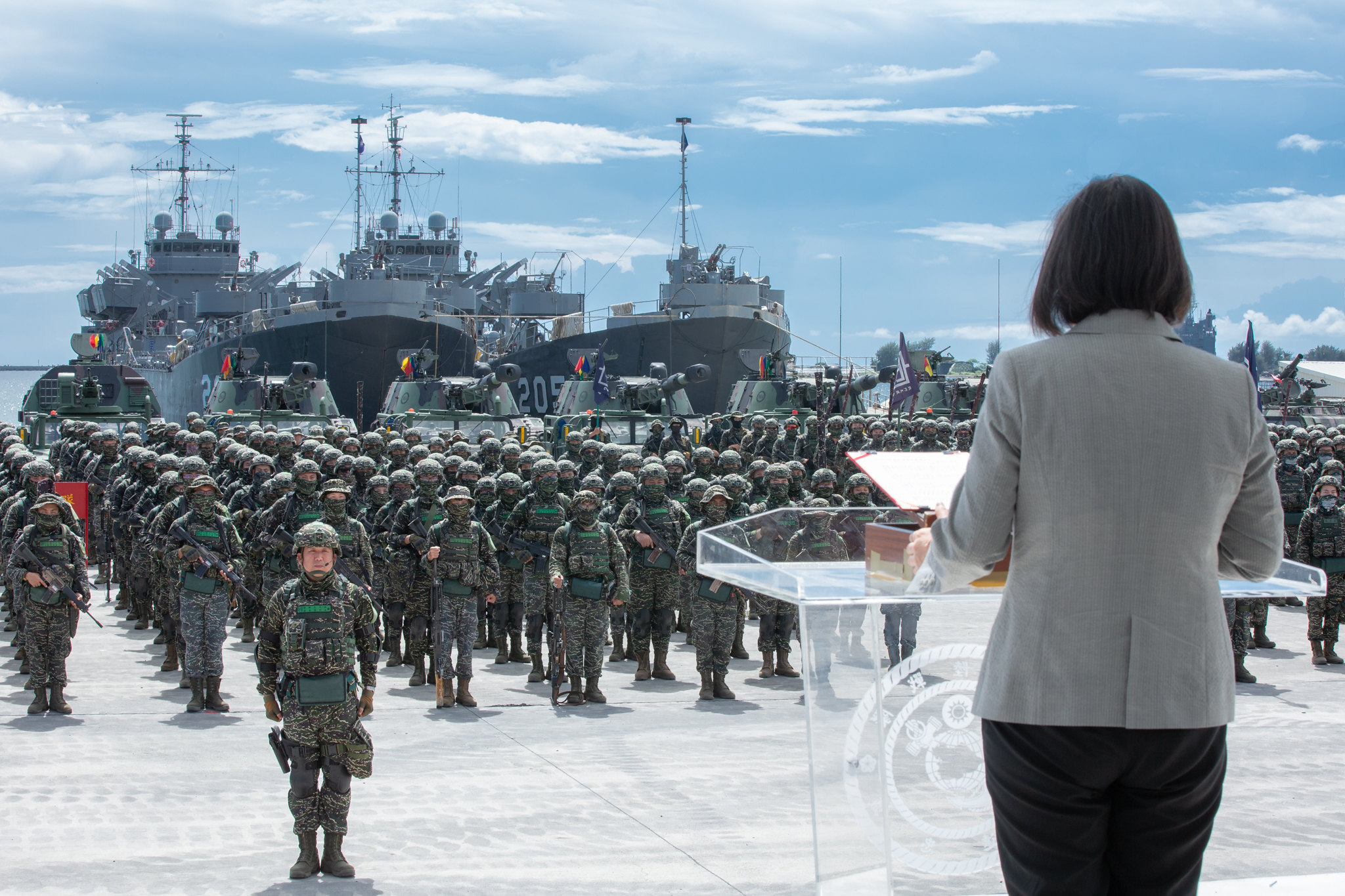
時任中華民國總統蔡英文校閱海軍陸戰隊第九九旅步兵第二營

海軍陸戰隊陸戰第九九旅，代號鐵軍部隊，是中華民國海軍陸戰隊轄下的旅級單位，也是目前國軍駐防在南臺灣地區的海軍陸戰隊。前身為海軍陸戰隊陸戰第一旅、海軍陸戰隊陸戰第二師、海軍陸戰隊陸戰第九九師、國民革命軍第四軍。

## 簡史
- 1966年9月1日，執行「興夏演習」，海軍陸戰隊陸戰第一旅奉令與陸軍第八十一師在高雄縣仁武鄉併編為海軍陸戰隊陸戰第二師。由於陸軍第八十一師在中華民國大陸時期為國民革命軍第四軍，故陸戰第二師繼承部隊代號為「鐵軍部隊」[1]。

- 1967年3月，移防高雄縣林園鄉。
- 1968年10月，執行「鎮疆演習」，移防澎湖縣馬公市菜園里。
- 1969年9月，執行「鎮疆二號演習」，移防高雄縣林園鄉。
- 1975年7月，改番號為海軍陸戰隊陸戰第五十四師。
- 1976年8月，改番號為海軍陸戰隊陸戰第九十九師。
- 1979年5月，執行「長青演習」，與陸軍步兵第一一七師進行師對抗。
- 1983年6月，執行「長風演習」，與陸軍步兵第二六九師進行師對抗。
- 1987年6月，執行「漢光四號演習」，與陸軍機械化第一0九師進行師對抗。
- 1992年1月，執行「長青三號演習」，與陸軍步兵第二六九師進行師對抗，為國軍最後一次師對抗。
- 1995年10月5日，於海軍陸戰隊司令部直屬六五一團（現為海軍陸戰隊登陸戰車大隊）駐地高雄市左營區北港營區參與「華興演習」，九九師六五七團步兵加強團編成國軍快速反應部隊。
- 1996年12月，海軍陸戰隊陸戰第九九師師部遭天威部隊滲透，師長徐台生少將遭俘，後撤職[2]。
- 2001年3月1日，於精實案時改編為海軍陸戰隊守備旅。
- 2005年4月1日，改番號為海軍陸戰隊陸戰九九旅。
- 2011年11月14日至18日，執行「長青十二號演習」，與陸軍機械化步兵第二九八旅進行對抗演練，為國軍取消師對抗後廿年來首度跨軍種對抗。
- 2023年10月21日至27日，執行「長青十七號演習」，與陸軍機械化步兵第二六九旅進行對抗演練，睽違六年後國軍再度舉行聯兵旅對抗。

## 組織

### 直屬單位
- 旅部連
- 通資作業連
- 工兵連
- 化學兵連
- 衛生連
- 防空飛彈連

### 下屬單位
- 步兵第一營（支援連+步兵連×3）
- 步兵第二營（支援連+步兵連×3）
- 步兵第三營（支援連+步兵連×3）
- 戰車營（營部連+反裝甲連+戰車連×3）
- 砲兵營（營部連+砲兵連×3）

### 配置單位
- 登陸戰車大隊運輸中隊×2

## 營區
- 會結營區
- 先鋒營區
- 勾踐營區
- 子儀營區
- 繼光營區
- 勝利營區（國家運動訓練中心）

## 歷任師長

### 第二師時期
- 張振遠少將
- 石迴川少將
- 張之萬少將
- 屠由信少將

### 第五十四師時期
- 屠由信少將
- 維淵少將

### 第九十九師時期
- 維淵少將
- 黃端先少將
- 米允有少將
- 張亭舉少將
- 荊奉先少將
- 宋立少將
- 鍾家聲少將
- 周石珊少將
- 張成中少將
- 盧利康少將
- 曾長海少將
- 徐台生少將（遭天威部隊滲透後調職[3]）
- 魏為平少將
- 王大庸少將
- 徐尚文少將

（此後第九十九師解編）

## 第九十九旅時期旅長
- 徐尚文少將 海官64年
- 葉錦祥少將 海官63年
- 王亞洲少將 海官66年
- 蔣遠平少將 海官68年
- 侯舜仁少將 陸官正51期，71年班
- 黃花麟少將 陸官正52期，72年班
- 黃銘仁少將 陸官正52期，72年班，曾任海軍陸戰隊少將副指揮官 已退役
- 梁明德少將 陸官正54期，74年班，曾任海軍司令部少將副參謀長 108年已退役
- 劉豫屏少將 陸官正56期，76年班，曾任參謀本部訓練次長室 少將處長 已退役
- 馬群超少將 陸官正57期，77年班，現任海軍司令部中將副司令
- 張明德少將 陸官正60期，80年班，現任海軍陸戰隊指揮部少將副指揮官
- 李春政少將 陸官正60期，80年班，現任海軍司令部副參謀長
- 林家宏少將 現任海軍司令部人軍處處長 海官83年班
- 朱勉銘少將 現任九九旅少將旅長

114/3/1 海官84/85年班

## 隊名由來
民國15年，國民革命軍第四軍成立。國民革命軍北伐後，第四軍先後打贏汀泗橋、賀勝橋等戰役，擊潰吳佩孚部主力。在收復武漢三鎮後，地方父老贈送第四軍一塊鐵盾形獎牌，上書「鐵軍」二字，從此該部以「鐵軍」為號。民國38年第四軍撤退來台後，先改編為陸軍獨立第四師，後來改番號為陸軍第八十一師，繼續使用鐵軍稱號以及盾形武士隊徽，當時被基層官兵戲稱「黑人部隊」。民國55年，政府擴編海軍陸戰隊，將海軍陸戰隊陸戰第一旅與陸軍第八十一師合併，成為海軍陸戰隊陸戰第二師，但繼續使用「鐵軍」封號與隊徽。此後陸戰第二師改番號為陸戰第九十九師，在精實案期間縮編為陸戰九九旅，為國軍最早成立現存單位之一。

## 榮譽
- 2005年，陸戰九九旅步二營步四連榮獲當年度國軍莒光連隊，時任連長余奎麟上尉。
- 2019年，陸戰九九旅步三營步八連潘明哲士官長當選當年度國軍楷模。
- 2019年，陸戰九九旅戰車營戰二連連長吳耀賢上尉當選當年度國軍楷模。
- 2021年，陸戰九九旅步一營步一連榮獲當年度國軍模範連隊，時任連長蔡志威上尉。

## 外部連結
- 中華民國海軍 海軍陸戰隊 海軍陸戰隊簡介  （页面存档备份，存于）